# Ostrovica (Lišane Ostrovičke)
Ostrovica je naselje u općini Lišane Ostrovičke, u Zadarskoj županiji, Republika Hrvatska.
Prema popisu stanovništva iz 1991. godine broj stanovnika u naselju iznosio je ukupno 250, od čega 227 Srba, 19 Hrvata i 4 pripadnika ostalih nacionalnosti.
U srednjem vijeku se na strmoj stijeni iznad naselja nalazila istoimena utvrda koju su do 1347. godine posjedovali Knezovi Bribirski. 
Pokraj naselja prolazi željeznička pruga na relaciji Knin – Zadar, a točno ispod brda na kojem su ostaci znamenite utvrde nalazi se željeznički tunel dug 258 metara.

## Stanovništvo
| broj stanovnika | 145   | 394   | 170   | 170   | 173   | 184   | 195   | 247   | 259   | 280   | 319   | 297   | 299   | 250   | 60    | 86    | 61    |
|                 | 1857. | 1869. | 1880. | 1890. | 1900. | 1910. | 1921. | 1931. | 1948. | 1953. | 1961. | 1971. | 1981. | 1991. | 2001. | 2011. | 2021. |